# Xanthopimpla pumilio
Xanthopimpla pumilio là một loài tò vò trong họ Ichneumonidae.